# Börgerende-Rethwisch
Börgerende-Rethwisch – gmina w Niemczech, w kraju związkowym Meklemburgia-Pomorze Przednie, w powiecie Rostock, wchodząca w skład urzędu Bad Doberan-Land.
Dzielnice: Bahrenhorst, Börgerende, Neu Rethwisch i Rethwisch.